# Giovanni Floris
Giovanni Floris (Roma, 27 dicembre 1967) è un giornalista, scrittore, saggista, autore televisivo e conduttore televisivo italiano.
Conduce dal 16 settembre 2014 il programma televisivo Dimartedì su LA7. Ha condotto Ballarò su Rai 3 ed è stato corrispondente Rai dagli Stati Uniti d'America, agli inizi degli anni 2000.

## Biografia
Figlio di Bachisio Floris, bancario ma anche scrittore e autore di cabaret, e Pergentina Pedaccini, si è diplomato al liceo classico Torquato Tasso di Roma e si è poi laureato con lode in Scienze politiche alla LUISS di Roma, dove è stato allievo di Luciano Pellicani, di Dario Antiseri, oltre che dei futuri ministri Domenico Fisichella e Antonio Martino. Successivamente ha lavorato nello studio del giuslavorista Gino Giugni, e ha collaborato con diverse riviste e giornali, tra cui l'Espresso, l'Avanti!, Il Messaggero. Vincitore del concorso d'accesso, frequenta il biennio sostitutivo del praticantato della Scuola di Giornalismo Radiotelevisivo di Perugia.
Superata la prova di idoneità professionale, dopo un periodo di precariato (in cui ha lavorato anche presso l'agenzia di stampa AGI) è stato assunto dal Giornale Radio Rai nel 1996, dove è stato redattore economico, inviato e conduttore. In particolare ha condotto i GR del mattino, Radio anch'io e Baobab, oltre a essere inviato in Indonesia, Giappone, Thailandia, Cina per seguire la crisi delle Tigri Asiatiche, negli Stati Uniti, Cile, Argentina, Brasile per reportage sull'economia americana, in Irlanda, Regno Unito, Svezia, Spagna, Belgio, Paesi Bassi, Lettonia, Ungheria per seguire il processo di integrazione delle economie europee. In Germania scovò un documento riservato del Governo che promuoveva i conti pubblici italiani.
Per il Giornale Radio seguì la nascita dell'euro, i principali summit internazionali e l'intero sviluppo del movimento no-global, fino ai fatti del G8 di Genova che raccontò come inviato e come conduttore di Radio anch'io. Si trovava a New York al momento degli attacchi terroristici dell'11 settembre 2001. Dopo quell'esperienza, fu nominato corrispondente per la RAI dagli Stati Uniti d'America, con sede a New York, dove si trasferì.
Dopo un anno, il 5 novembre 2002 divenne conduttore del nuovo talk-show di Rai 3 Ballarò, che lo ha portato alla notorietà. Ballarò alterna servizi inchiesta a dibattito tra gli ospiti in studio, ed è protagonista del dibattito politico di quegli anni. È autore di diversi saggi, tra cui Monopoli (Rizzoli 2005), Mal di Merito (Rizzoli 2007), La Fabbrica degli Ignoranti (Rizzoli 2008), Separati in patria (Rizzoli 2009), Decapitati (Rizzoli 2011), Oggi è un altro giorno (Rizzoli 2013), Ultimo banco (Solferino 2018), L'Alleanza (Solferino 2020),L'essenziale (2023). Autore anche di romanzi: Il confine di Bonetti (Feltrinelli 2014), La prima regola degli Shardana (Feltrinelli 2016), Quella notte sono io (Rizzoli 2016), L'invisibile (Rizzoli 2019), il Gioco (Solferino 2022).

### Il passaggio a LA7
Il 3 luglio 2014 viene comunicato che Floris lascia la Rai e che a partire dalla stagione 2014-2015 passerà sull'emittente LA7, con un contratto che lo legherà all'azienda fino al 2019, prolungato fino al 2024. Il giornalista abbandona così la televisione pubblica dopo 12 anni di Ballarò e quasi venti di esperienza nell'azienda. Nella rete di Urbano Cairo condurrà la trasmissione Dimartedì, il martedì sera in prima serata in concorrenza con Ballarò, e la trasmissione quotidiana Diciannovequaranta, in onda venti minuti prima del Tg La7.
Il 22 settembre 2014 Floris sostituisce Lilli Gruber alla conduzione di Otto e mezzo, sospendendo la sua trasmissione Diciannovequaranta dopo solo due settimane di messa in onda (il programma non sarà più ripreso). Sostituirà nuovamente Lilli Gruber alla conduzione del programma nel giugno del 2022, in seguito alla positività al Covid-19 da parte della giornalista e in diverse altre occasioni tra il 2022 e il 2025 sempre per problemi di salute o impegni della Gruber. 
Nel 2014 esce il primo romanzo di Floris, Il confine di Bonetti, edito da Feltrinelli. Nel 2016 è la volta del secondo romanzo: La prima regola degli Shardana sempre per Feltrinelli. Sempre nel 2016 esce per Rizzoli Quella notte sono io. Nel 2019 pubblica L'invisibile per Rizzoli.
Dal 17 aprile 2017 conduce Di Martedì, un programma per scoprire l'arte italiana, in onda ogni martedì alle 21.15

### Vita privata
È sposato con Beatrice Mariani e padre di due figli. È allenatore di calcio con licenza Uefa B. Ha interpretato una piccola parte nel film Questa notte è ancora nostra. Quando era studente ha anche lavorato come animatore nei villaggi turistici. Floris dal 2025 è in possesso del patentino UEFA B per poter allenare squadre di calcio fino alla Serie D e per poter collaborare con gli staff di squadre di categoria superiore. Non ha mai nascosto il suo grande amore per la Roma, squadra di cui è grande tifoso.

## Televisione
- Ballarò (Rai 3, 5 novembre 2002-24 giugno 2014)
- Diciannovequaranta (LA7, 2014)
- diMartedì (LA7, dal 16 settembre 2014)
- Otto e mezzo (LA7, 2014, 2019, 2022-2025)
- Artedì (LA7, 2017)

## Radio
- Giornale Radio Rai (1996-2004)
- Baobab (Radio 1, 1999-2004)
- Radio anch'io (Radio 1, 2001)

## Filmografia
- Questa notte è ancora nostra, regia di Paolo Genovese e Luca Miniero (2008)

## Opere
- I primi 25 anni, con Massimo Cabiati e Pietro Marta, Roma, Ediesse, 1993. ISBN 88-230-0130-7.
- Tossicoindipendenze, con Pietro Marta, Roma, Ediesse, 1994. ISBN 88-230-0142-0.
- Ma che volete da noi. Panoramica irriverente lungo un secolo, con Beatrice Mariani, Roma, Ediesse, 1994. ISBN 88-230-0145-5.
- Il tuo contratto di lavoro. Metalmeccanici, con Enrico Ceccotti, Roma, Ediesse, 1995. ISBN 88-230-0187-0.
- 1997 la CGIL per te. Contratti occupazione sicurezza. XIII congresso. La strategia della CGIL, Roma, Ediesse, 1996. ISBN 88-230-0266-4.
- Una cosa di (centro) sinistra. Tre anni di opposizione visti da vicino, Milano, Mondadori, 2004. ISBN 88-04-52987-3.
- Storiedibimbisenzastoria, Roma, Lapis, 2004. ISBN 88-7874-001-2.
- Fatti chiari. Giornali, radio, web, talk show. Come si racconta la notizia, con Filippo Nanni, Pergentina Pedaccini, Roma, Centro documentazione giornalistica, 2005.
- Monopoli. Conflitti d'interesse, caste e privilegi dell'economia italiana, Milano, Rizzoli, 2005. ISBN 88-17-00849-4.
- Risiko. I problemi degli italiani, le finte guerre della politica, Milano, Rizzoli, 2006. ISBN 88-17-01313-7.
- Mal di merito. L'epidemia di raccomandazioni che paralizza l'Italia, Milano, Rizzoli, 2007. ISBN 978-88-17-01957-6.
- Tu 6, con Lorenzo Terranera, Roma, Lapis, 2007. ISBN 978-88-7874-067-9.
- La fabbrica degli ignoranti. La disfatta della scuola italiana, Milano, Rizzoli, 2008. ISBN 978-88-17-02486-0.
- Separati in patria. Nord contro Sud. Perché l'Italia è sempre più divisa, Milano, Rizzoli, 2009. ISBN 978-88-17-03285-8.
- Zona retrocessione. Perché l'Italia rischia di finire in serie B, Milano, Rizzoli, 2010. ISBN 978-88-17-04315-1.
- Decapitati. Perché abbiamo la classe dirigente che non ci meritiamo, Milano, Rizzoli, 2011. ISBN 978-88-17-05147-7.
- Oggi è un altro giorno. La politica dopo la politica, Milano, Rizzoli, 2013. ISBN 978-88-17-06523-8.
- Il cinghiale e l'architetto. Come natura e cultura faranno ripartire l'Italia. (Corsivi - Corriere della Sera) 2013
- Il confine di Bonetti, Milano, Feltrinelli, 2014. ISBN 978-88-07-07034-1.
- La prima regola degli Shardana, Milano, Feltrinelli, 2016
- Quella notte sono io, Milano, Rizzoli, 2016. ISBN 88-17-09186-3
- Ultimo banco. Perché insegnanti e studenti possono salvare l'Italia. Solferino, 2018. ISBN 8828200057
- L'invisibile. Milano, Rizzoli, 2019. ISBN 9788817109949
- L'Alleanza. Noi e i nostri figli dalla guerra tra i mondi al patto per crescere. Solferino, 2020. ISBN 8828204990
- Il Gioco. Solferino, 2022. ISBN 8828210214
- L'essenziale. Appunti di un lettore avventuroso. Solferino, 2023. ISBN 882821290X

## Riconoscimenti
- Ceis Q8 miglior giornalista economico (1999)
- Premio Saint-Vincent per il giornalismo (2000)
- Premio Gino Gullace (2003)
- Premio Penne Pulite (2003)
- Premio Flaiano (2003)
- Telegatto (2003)
- Premio S. Marinella (2004)
- Premio Mediawatch miglior conduttore (2004)
- Premiolino (2004)
- Premio Fregene (2004)
- Premio nazionale per l'Impegno Civile "Marcello Torre" (2005)
- Premio Guidarello (2005)
- Premio nazionale Mondo del Lavoro, categoria opinion leader (2005)
- Premio Margutta come miglior giornalista televisivo (2006)
- Premio letterario Orient Express per Monopoli. Conflitti d'interesse, caste e privilegi dell'economia italiana - Rcs Editore (2006)
- Premio Cardarelli, palma dell'eccellenza per la sezione giornalismo radiotelevisione (2006)
- Premio Elsa Morante premio comunicazione (2006)
- Premio Cimitile per Risiko. I problemi degli italiani, le finte guerre della politica, Migliore opera di attualità (2007)
- Premio Vincenzo Padula (2007)
- Premio Regia Televisiva ("Oscar TV") (evento giornalistico dell'anno, per la Puntata speciale "Spingendo la notte più in là") (2007)
- Premio simpatia Oscar capitolino (2008)
- Premio Navicella d'argento - Sardegna (2008)
- Premio Speciale Euromediterraneo per la cultura dell'informazione (2008)
- Premio Giornalistico UNAR (2008)
- Premio Tular per Separati in patria (2009)
- Premio Galeone d'Oro - premio Pisa (2009)
- Miglior conduttore televisivo - Premio il Riformista (2009)
- L'isola che c'è (2010)
- Marforio d'oro (2011)
- Giovenale (2011)
- Premio regia televisiva - Oscar TV (2012)
- Premio Santa Margherita (2012)
- Premio Cortonantiquaria 2012
- Premio Civiltà dei Marsi 2013
- Premio mirto d'oro 2013
- Premio Franco Cuomo 2014 per il romanzo "Il confine di Bonetti"
- Premio letterario Antonio Ghirelli 2016 per il romanzo "La prima regola degli Shardana"
- Premio Capalbio 2016 per il romanzo "La prima regola degli Shardana"
- Premio Elsa Morante 2017 per il Romanzo "Quella notte sono io"
- Premio Granzotto 2017 alla carriera giornalistica
- Premio Moige 2017 per DiMartedì
- Premio letterario internazionale Eugenia Tantucci 2018 per "Ultimo banco"
- Premio Internazionale "Falcone Borsellino" 2019 per il giornalismo d'inchiesta
- Premio liceo Kant 2019 per "Ultimo banco" e "Quella notte sono io"
- Premio casentino 2019 per il giornalismo
- Premio Guido Carli 2021 per il giornalismo
- Premio Ischia 2021 per il giornalismo televisivo
- Premio Foiano Book Festival 2024
- Premio Maurizio Maestrelli 2025